# ريتشارد ميرفي
ريتشارد ميرفي (بالإنجليزية: Richard Murphy)‏ هو كاتب سيناريو ومنتج أفلام ومخرج أمريكي، ولد في 8 مايو 1912 في بوسطن في الولايات المتحدة، وتوفي في 19 مايو 1993 في لوس أنجلوس في الولايات المتحدة بسبب سكتة.

## وصلات خارجية
- ريتشارد ميرفي على موقع IMDb (الإنجليزية)
- ريتشارد ميرفي على موقع ألو سيني (الفرنسية)
- ريتشارد ميرفي على موقع أول موفي (الإنجليزية)
- ريتشارد ميرفي على موقع قاعدة بيانات الأفلام السويدية (السويدية)
- ريتشارد ميرفي على موقع قاعدة بيانات الفيلم (الإنجليزية)
- ريتشارد ميرفي على موقع كينوبويسك (الروسية)